# Piłka wodna na Letnich Igrzyskach Olimpijskich 1932
Olimpijski turniej w piłce wodnej został rozegrany w dniach 4–13 sierpnia 1932 roku. Do zawodów zgłosiło się 5 zespołów. Mecze rozgrywano systemem każdy z każdym.

## Wyniki
| Poz. | Drużyna           | M | Mecze | Mecze | Mecze | Bramki | Bramki | Bramki | Pkt |
| Poz. | Drużyna           | M | W     | R     | P     | +      | –      | +/−    | Pkt |
| ---- | ----------------- | - | ----- | ----- | ----- | ------ | ------ | ------ | --- |
| 1.   | Węgry             | 3 | 3     | 0     | 0     | 30     | 2      | +28    | 6   |
| 2.   | Rzesza Niemiecka  | 3 | 1     | 1     | 1     | 16     | 10     | +6     | 3   |
| 3.   | Stany Zjednoczone | 3 | 1     | 1     | 1     | 14     | 11     | +3     | 3   |
| 4.   | Japonia           | 3 | 0     | 0     | 3     | 0      | 37     | -37    | 0   |
| –    | Brazylia          | 2 | 0     | 0     | 2     | 4      | 13     | -9     | 0   |

| 4 sierpnia 193216:10 | Rzesza Niemiecka                                                            | 7:3 | Brazylia                            | Sędzia: B.Komjádi George Drake |
| 4 sierpnia 193216:10 | Joachim Rademacher 2 Heiko Schwartz 2 Hans Schulze Emil Benecke Fritz Gunst | 7:3 | Jefferson Souza 2 Salvador Amendola | Sędzia: B.Komjádi George Drake |

| 6 sierpnia 193210:10 | Stany Zjednoczone    | 6:1 | Brazylia         | Sędzia: W.G.Emery R.P.Green |
| 6 sierpnia 193210:10 | Philip Daubenspeck 6 | 6:1 | Mario de Lorenzo | Sędzia: W.G.Emery R.P.Green |

| 6 sierpnia 193215:40 | Węgry                           | 6:2 | Rzesza Niemiecka                | Sędzia: A.Delahaye R.P.Green |
| 6 sierpnia 193215:40 | József Vértesy 3 János Németh 3 | 6:2 | Joachim Rademacher Hans Schulze | Sędzia: A.Delahaye R.P.Green |

| 7 sierpnia 193215:45 | Stany Zjednoczone                                    | 10:0 | Japonia | Sędzia: A.Delahaye C.F.Kallenbach |
| 7 sierpnia 193215:45 | Philip Daubenspeck 5 Austin Clapp 3 Wally O'Connor 2 | 10:0 |         | Sędzia: A.Delahaye C.F.Kallenbach |

| 8 sierpnia 193216:45 | Węgry                                           | 18:0 | Japonia | Sędzia: E.Hoffman C.F.Kallenbach |
| 8 sierpnia 193216:45 | Alajos Keserű 2 János Németh 9 Olivér Halassy 7 | 18:0 |         | Sędzia: E.Hoffman C.F.Kallenbach |

| 9 sierpnia 193211:00 | Rzesza Niemiecka                                    | 4:4 | Stany Zjednoczone                 | Sędzia: A.Delahaye C.F.Kallenbach |
| 9 sierpnia 193211:00 | Heiko Schwartz Hans Schulze Otto Cordes Fritz Gunst | 4:4 | Philip Daubenspeck 3 Austin Clapp | Sędzia: A.Delahaye C.F.Kallenbach |

| 11 sierpnia 193216:10 | Węgry                              | 7:0 | Stany Zjednoczone | Sędzia: A.Delahaye C.F.Kallenbach |
| 11 sierpnia 193216:10 | Olivér Halassy 4 Márton Homonnai 3 | 7:0 |                   | Sędzia: A.Delahaye C.F.Kallenbach |

| 12 sierpnia 193216:55 | Rzesza Niemiecka                                   | 10:0 | Japonia | Sędzia: A.Delahaye C.F.Kallenbach |
| 12 sierpnia 193216:55 | Heiko Schwartz Hans Schulze 6 Joachim Rademacher 3 | 10:0 |         | Sędzia: A.Delahaye C.F.Kallenbach |

## Składy
| Lp. | Państwo           | Zawodnicy |
| 1.  | Węgry             | István Barta, György Bródy, Olivér Halassy, Márton Homonnai, Sándor Ivády, Alajos Keserű, Ferenc Keserű, János Németh, Miklós Sárkány, József Vértesy |
| 2.  | Rzesza Niemiecka  | Emil Benecke, Otto Cordes, Hans Eckstein, Fritz Gunst, Erich Rademacher, Joachim Rademacher, Hans Schulze, Heiko Schwartz                             |
| 3.  | Stany Zjednoczone | Austin Clapp, Philip Daubenspeck, Charles Finn, Charles McCallister, Wally O'Connor, Cal Strong, Herbert Wildman                                      |
| 4.  | Japonia           | Shuji Doi, Akira Fujita, Seibei Kimura, Takashige Matsumoto, Yasutarō Sakagami, Tosuke Sawami, Takaji Takebayashi, Iwao Tokito                        |
| DSQ | Brazylia          | Salvador Amendola, Carlos Branco, Luiz da Silva, Mario de Lorenzo, Antônio Jacobina Filho, Jefferson Souza, Adhemar Serpa, Pedro Theberge             |